# Райский, Борис Фёдорович
Бори́с Фёдорович Ра́йский (20 января [1 февраля] 1897 — 27 января 1985) — советский учёный-педагог, директор Красноярского государственного педагогического института, профессор Волгоградского государственного педагогического института.

## Биография
Борис Федорович Райский родился 20 января (1 февраля) 1897 года в г.Кронштадте Санкт-Петербургской губернии в семье рабочих.
В 1914 году закончил Кронштадтское реальное училище, поступил в Харьковский технологический институт, но со 2-го курса, зимой 1915 года, он был исключен из вуза за избиение мастера учебных мастерских и вынужден был зарабатывать на жизнь как репетиторством, так и на рабочих должностях.
В конце 1916 года был призван в армию. Служил в авиачасти при генштабе Северной армии фотолаборантом, в звании рядовой.
В сентябре 1917 года дезертировал из армии. Стал проживать в Петрограде, где лечился после ранения.
В марте 1918 года вступил добровольцем в Красную армию. Участвовал в боях на Восточном фронте, в 29-й дивизии. Был три раза ранен, два раза контужен.
После демобилизации в январе 1922 года работал г. Новосибирске заведующим Закаменским райпартклубом, а затем переехал в бывший Каргатский уезд Новосибирской области, где стал заведующим внешкольной секцией Решетовского волисполкома и Народного дома, работал учителем. Получив назначение на должность заведующего опорной школой в г. Каргате, организовал первый в Каргатском уезде пионерский отряд.
В 1924 году был взят на работу в аппарат Каргатского уездного отдела народного образования, в августе 1925 года был откомандирован в Барабинский окружной отдел народного образования, где он быстро рос по служебной лестнице.
Осенью 1926 года Б. Ф. Райский на работу в Каинский педагогический техникум, где стал заведующим учебной частью и преподавателем педагогических дисциплин.
В 1928—1932 годах — заведующий учебной частью Красноярского педтехникума.
В сентябре 1932 года Б. Ф. Райского выдвигают на работу в Красноярский педагогический институт на должность зам. директора по учебно-научной работе и преподавателя так называемой педологии, а с 1933 года и психологии.
С января 1932 года Райский состоял аспирантом Иркутского педагогического института без отрыва от производства, но аспирантуру не закончил. В апреле 1933 года Высшая аттестационная комиссия утвердила Б. Ф. Райского в звании доцента по кафедре педологии без защиты диссертации.
В ноябре 1936 года Б. Ф. Райского назначают заместителем директора, а в августе 1941 года директором Красноярского института усовершенствования учителей, где он и проработал до ноября 1942 года.
В феврале 1948 года Б. Ф. Райский защитил диссертацию в Научно-исследовательском институте теории и истории педагогики Академии педагогических наук РСФСР. Решением Высшей Аттестационной Комиссии в марте 1949 года ему была присуждена ученая степень кандидата педагогических наук.
В 1942—1951 годах — директор Красноярского государственного педагогического института
В 1951—1985 годах — работа в Сталинградском (Волгоградском) государственном педагогическом институте проректором по научной и учебной работе, заведующим кафедрой.
В 1969 году Высшая Аттестационная Комиссия утвердила Б. Ф. Райского в учёном звании профессора по кафедре педагогики Волгоградского государственного педагогического института.
Опубликовал более 120 научных и учебно-методических работ.
Умер 27 января 1985 года в Волгограде.

## Награды
Награждён Орденом Ленина, медалями «За доблестный труд в Великой Отечественной войне 1941-1945 гг.», «Н.К. Крупской», « К. Д. Ушинского», «В ознаменование 100-летия со дня рождения Владимира Ильича Ленина».

## Основные труды
- Райский Б. Ф. Политехническая и трудовая подготовка учащихся старших классов. — М. : Учпедгиз, 1963.

- Райский Б. Ф. Условия и причины возникновения и развития отклонений в поведении детей и подростков: учеб. пособие к спецкурсу. — Волгоград: Волгоград. гос. пед. ин-т им. А. М. Серафимовича, 1986.